# Эгерсеги, Кристина
Кристи́на Э́герсеги (венг. Egerszegi Krisztina; 16 августа 1974, Будапешт) — венгерская пловчиха, специалистка в плавании на спине и комплексном плавании. Пятикратная олимпийская чемпионка, многократная чемпионка мира и Европы, одна из наиболее известных и титулованных венгерских спортсменок современности. Первая женщина в истории, выигравшая пять золотых олимпийских медалей в индивидуальных плавательных дисциплинах.
Кристина Эгерсеги родилась 16 августа 1974 года в Будапеште. С юных лет занималась плаванием и показывала при этом настолько выдающиеся результаты, что уже в 14-летнем возрасте одарённая спортсменка была включена в национальную Олимпийскую сборную по плаванию на Олимпийских играх 1988 года в Сеуле. На Олимпиаде неизвестная мировой спортивной общественности юная спортсменка ошеломила специалистов — на 200-метровке на спине Эгерсеги победила, опередив безусловных фавориток, пловчих ГДР; а на 100-метровке стала второй, уступив лишь знаменитой немке Кристин Отто, выигравшей на этой Олимпиаде шесть золотых медалей. Эгерсеги стала самой молодой олимпийской чемпионкой в плавании за всю историю. После Игр она получила прозвище «мышка», обыгрывающее её фамилию (венг. egér — мышь) и небольшой вес и рост, на сеульской Олимпиаде её вес составлял лишь 45 кг, на 19 килограмм меньше, чем у легчайшего соперника.
Пик карьеры спортсменки пришёлся на 1991—1992 годы. В 1991 году на чемпионате мира в австралийском Перте Кристина выиграла обе дистанции на спине, а на чемпионате Европы в Афинах она получила три золота — кроме плавания на спине, Кристина успешно опробовала дистанцию 400 метров комплексным плаванием. В своём коронном плавании на спине она установила два мировых рекорда - 1:00.31 на 100 метрах и 2:06.62 на 200 метрах. Последний результат продержался 16 лет и был побит лишь в феврале 2008 года.
На этих трёх дистанциях Эгерсеги выступила и на Олимпийских играх в Барселоне 1992 года, уверенно победив на всех, причём на 100 и 200 метрах на спине она установила олимпийские рекорды. Эгерсеги стала на этой Олимпиаде одним из трёх трёхкратных олимпийских чемпионов наряду с двумя другими пловцами — Евгением Садовым из Объединённой команды и Николь Хейслетт из США, причём Эгерсеги стала единственной, кто завоевал три «золота» в личных дисциплинах.
На следующих Играх в Атланте 1996 года Кристина вновь победила на двухсотметровке на спине, став пятикратной олимпийской чемпионкой и единственной в истории спортсменкой, победившей на этой дистанции на трёх Олимпиадах подряд. На дистанции 400 метров комплексным плаванием Эгерсеги стала третьей.
Кристина Эгерсеги включена в Зал славы пловцов, награждена Олимпийским орденом.